# Odense Architecture Festival
Odense Architecture Festival (OAFx) er en årlig arkitekturfestival i Odense, Danmark. Den blev første gang organiseret i 2018 og afholdes i samarbejde med Copenhagen Architecture Festival og Aarhus Architecture Festival. Events afholdes bl.a. på Brandts, Café Biografen og Det Fynske Kunstakademi på Brandts Klædefabrik.

## Udgaver
- 5.-11. maj 2018[3]
- 6.-14. april 2019 - tema : Skiftende Idealer 1919 – 2019 – 2119[1]